# André Laurens
André Laurens, né le 7 décembre 1934 fut directeur de la publication du quotidien français Le Monde de 1982 à 1985 après avoir commencé sa carrière de journaliste à l'Agence centrale de presse (ACP).
Il quitte le groupe Le Monde en 1996. Il est l'époux de Josette Poujeol Loubet. 